# Arachnura feredayi
Arachnura feredayi är en spindelart som först beskrevs av Ludwig Carl Christian Koch 1872.  Arachnura feredayi ingår i släktet Arachnura och familjen hjulspindlar. Inga underarter finns listade i Catalogue of Life.